# William Janson
Carl William Janson, född 13 juli 1922 i Stockholm, död där 13 mars 2003, var en svensk väg- och vattenbyggnadsingenjör och företagsledare
Janson, som var son till banktjänsteman Carl Janson och Svea Lindberg, utexaminerades från Kungliga Tekniska högskolan 1952. Han blev ritare på Statens Järnvägars bantekniska byrå 1946, avdelningsingenjör vid Näverede kraftverksbygge 1952, arbetschef vid AB Armerad Betong 1955, överingenjör 1968, direktör 1970, var verkställande direktör där 1972–1976, vice verkställande direktör för Armerad Betong Vägförbättringar AB (ABV) 1977–1978, verkställande direktör för Byggförbundet 1979–1985 och direktör Byggentreprenörerna 1986–1987.